# فن كاثوليكي

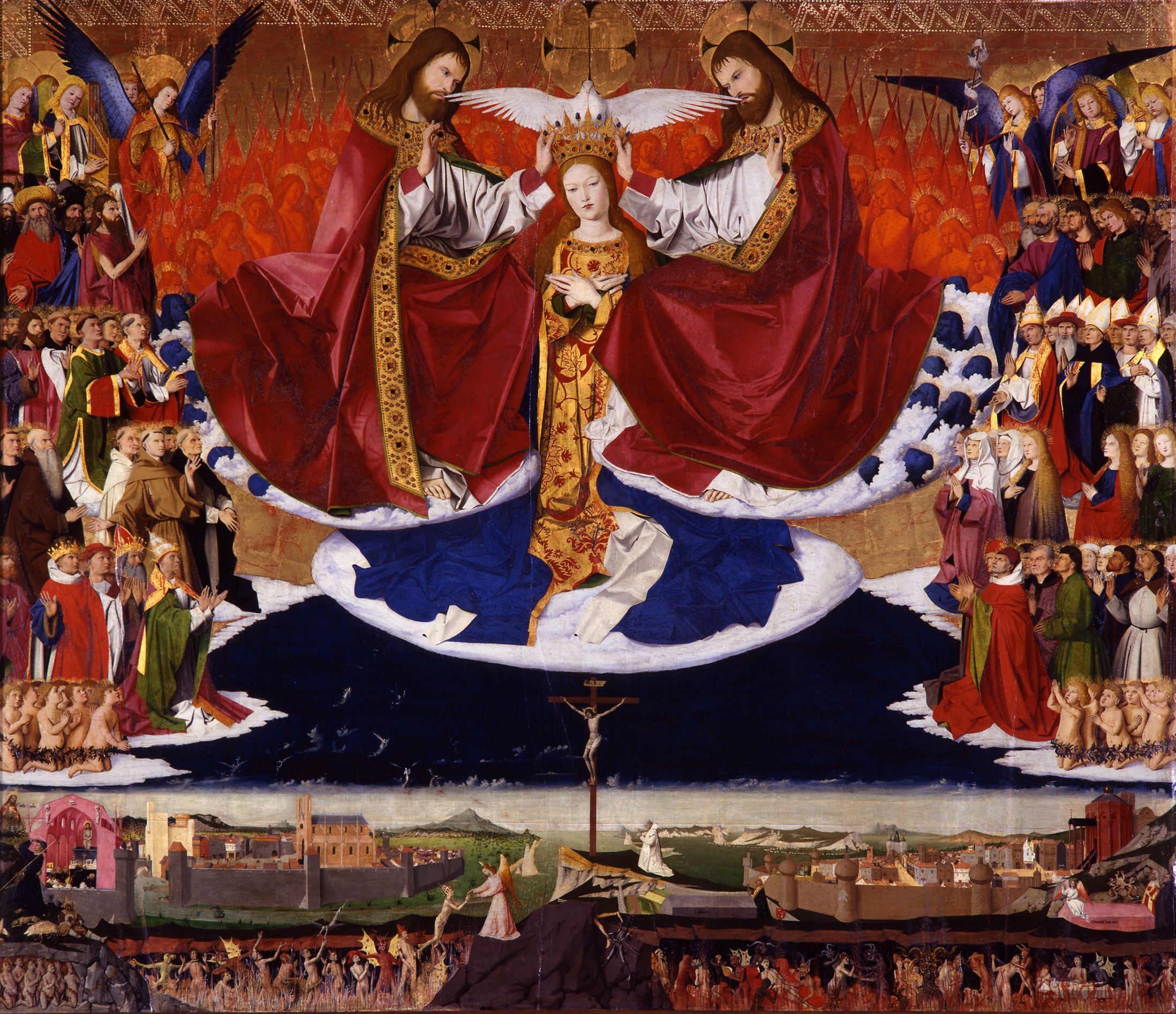
تتويج العذراء من قبل المهندس إنواراند كوارتون ، مع المسيح والله الآب كشخصيتين متطابقتين، كما حددها رجل الدين الذي كلف بالعمل.

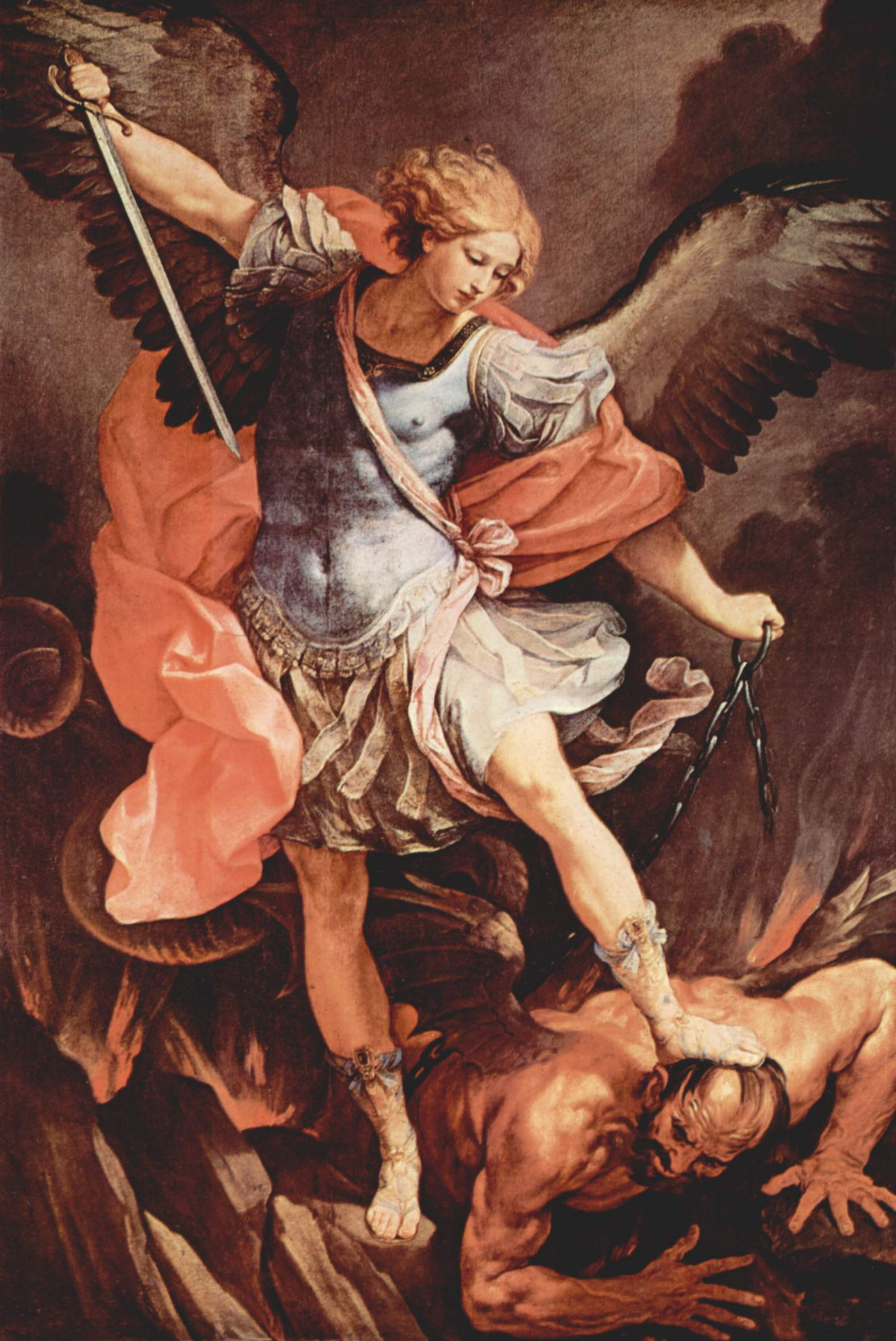
لوحة جويدو ريني يبدو رئيس الملائكة ميخائيل يدوس الشيطان والمعروضة في كنيسة سانتا ماريا ديلا كابوشين، روما.

الفن الكاثوليكي هو فن متعلق بالكنيسة الكاثوليكية ويشمل الفنون البصرية (الأيقونات)، والنحت، والفنون الزخرفية، والفنون التطبيقية، والهندسة المعمارية. وبمعناه الأوسع يضم الموسيقى الكاثوليكية أيضًا. التعبيرات الفنية قد تحاول، أو لا تحاول، توضيح وتكملة وتصوير التعليم الكاثوليكي في شكل ملموس. لعب الفن الكاثوليكي دورًا رائدًا في تاريخ الفن الغربي وتطوره منذ القرن الرابع على الأقل. كان الموضوع الرئيسي للفن الكاثوليكي هو حياة وأوقات يسوع المسيح، إلى جانب الأشخاص المرتبطين به، بما في ذلك تلاميذه والقديسين والدوافع الدينية للكتاب المقدس الكاثوليكي.
إن أقدم الأعمال الفنية الباقية هي اللوحات الجدارية المرسومة على جدران سراديب الموتى وبيوت اجتماعات المسيحيين المضطهدين في الإمبراطورية الرومانية. تأثرت الكنيسة في روما بالفن الروماني والفنانين الدينيين في ذلك الزمن. يُظهر التابوت الحجري للمسيحيين الرومانيين التماثيل المنحوتة الباقية على قيد الحياة ليسوع ولمريم ولشخصيات الكتاب المقدس الأخرى. مع تشريع المسيحيةبمرسوم ميلانو لعام 313م، تحول الفن الكاثوليكي والذي اعتمد بشكل كبير على الفسيفساء والمخطوطات المزخرفة. أدى الخلاف حول تحطيم الأيقونات إلى الانشقاق بين الكنيسة الغربية والكنيسة الشرقية، وبعد ذلك تقدم التطور الفني في اتجاهات منفصلة. ازدهر الفن الروماني والقوطي في الكنيسة الغربية مع تحرك أسلوب الرسم والتماثيل في اتجاه طبيعي متزايد.
أنتج الإصلاح البروتستانتي في القرن السادس عشر موجات جديدة من تدمير للصور، والتي استجابت لها الكنيسة الكاثوليكية بالفنون الباروكية والروكوكو للتأكيد على أن الجمال هو طبيعة إلهية متعالية. في القرن التاسع عشر ابتعدت التوجهات الفنية الغربية عن أسليب الكنيسة الكاثوليكية التي تأثرت بشكل متزايد بحركة الحداثية، بعد بذوخ عصر النهضة، وهي حركة «متمرده» ضد الطبيعة، وتعارض تركيز الكنيسة على الطبيعة كخليقة اللهالحسنة.

## البدايات

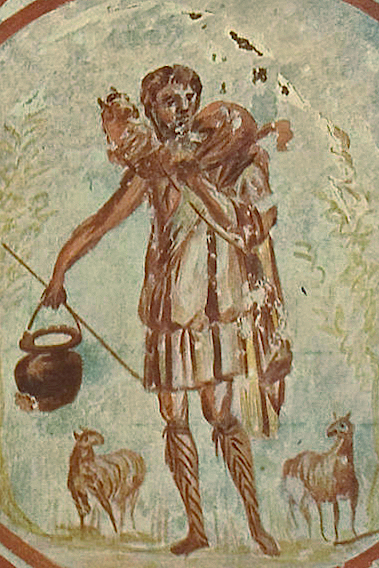
السيد المسيح ، الراعي الصالح ، القرن الثاني.

قدم الفن المسيحي هو من قدم المسيحية نفسها. أقدم التماثيل المسيحية هي من التابوت الروماني الذي يعود إلى بداية القرن الثاني. حينها، كانت المسيحية طائفة مضطهدة، ومع ذلك، كانت الصور المسيحية أقرب إلى الغموض وتهدف إلى أن تكون واضحة فقط لمعتنقها. تشمل الرموز المسيحية المبكرة الحمامة والسمك والحمل والصليب والتمثيل الرمزي للإنجيليين الأربعة كوحوش والراعي الصالح. كيف المسيحيون الأوائل الزخرفية الرومانية مثل الطاووس، الكرمة، والراعي الصالح. في سراديب الموتى في روما تظهر تظهر لأول مرة عددا من الشخصيات المسيحية المعروفة. يعود تاريخ كنيسة دار دورا يوروبوس المحفورة حديثًا على حدود سوريا إلى حوالي عام 265 م، وهي تحمل العديد من الصور من فترة الاضطهاد. اللوحات الجدارية الباقية من غرفة المعمودية هي من بين اللوحات المسيحية القديمة. يمكننا أن نرى «الراعي الصالح»، و «شفاء المشلول» و «المسيح وبيتر يمشيان على الماء». لوحة جدارية أكبر من ذلك بكثير تصور السيدة العذراء التي تزور قبر المسيح.

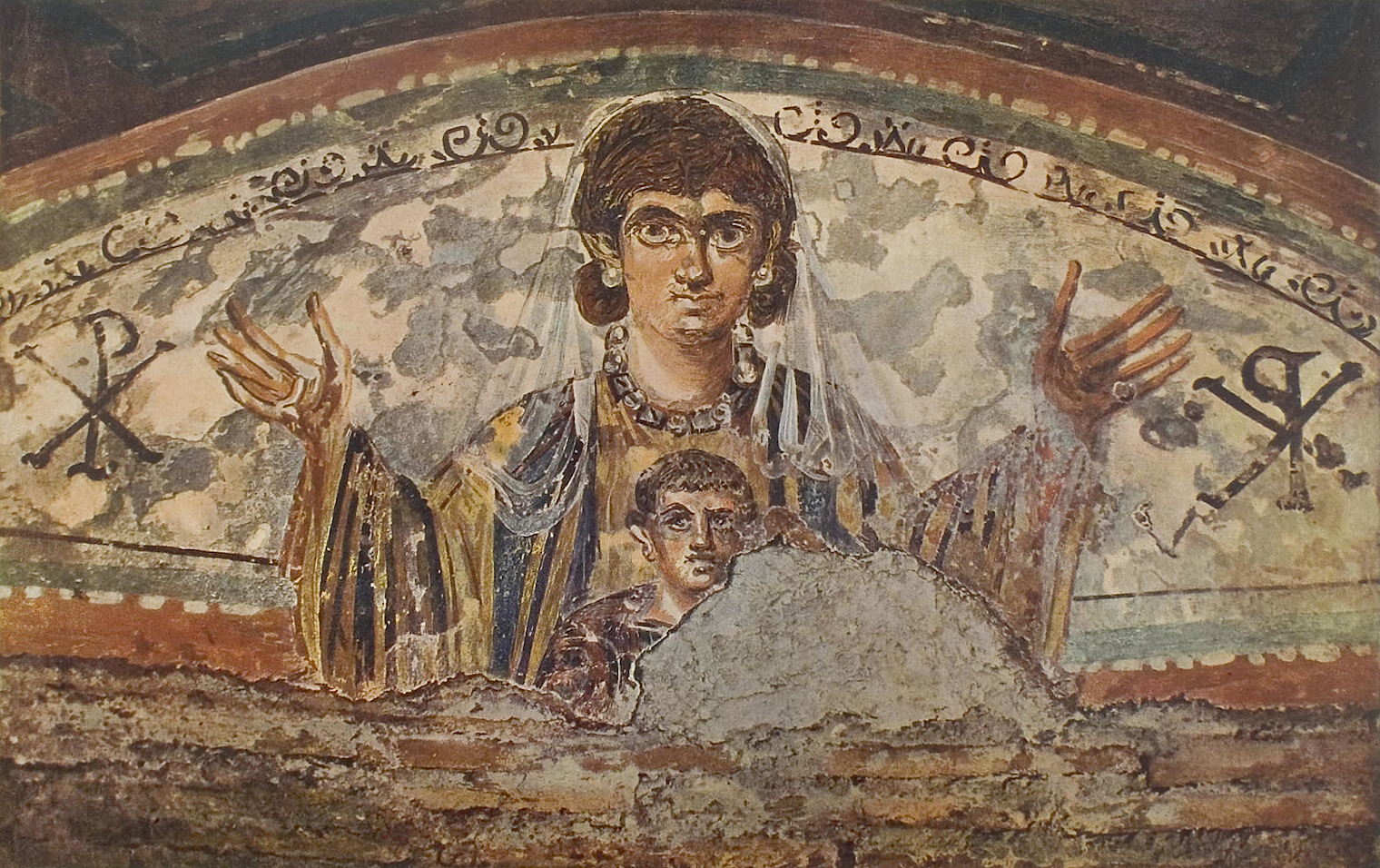
العذراء والطفل. اللوحة الجدارية من السراديب المبكرة، روما، القرن الرابع

في القرن الرابع، سمح مرسوم ميلانو بممارسة العبادة المسيحية للعامة وأدى إلى تطور فن مسيحي ضخم. أصبح المسيحيون قادرون على بناء مباني للعبادة أكبر وأكثر جمالا من أماكن اللقاء الغامضة التي كانوا يستخدمونها خلال فترة الاضطهاد. كانت الصيغ المعمارية المتداولة للمعابد غير مناسبة لأن التضحيات الوثنية كانت تحدث في الهواء الطلق على مرأى من الآلهة بينما كان المعبد مخصص لضم شخصيات العبادة والخزانة. اختار المسيحيون الأوائل المباني الرومانية المستخدمة للمحاكم والإدارة كنموذج معماري للكنيسة. كان لهذه الكنائس صحن مركزي به ممر واحد أو أكثر في كل جانب وقمة مستديرة في أحد الطرفين: على هذه المنصة المرتفعة كان يجلس الأسقف والكهنة، وكذلك وضع المذبح. على الرغم من بناء مذابح مبكرة خشبية (كما هو الحال في كنيسة دورا يوروبوس)، إلا أن معظم مذابح تل؛ الفترة كانت حجرية، وبدأت تأخذ شكلا أكثر ثراءً مثل استعمال الفسيفساء التي تزين سانتا ماريا ماجوري في روما وكاتدرائية رافينا تعود إلى القرن الخامس، حين بداء تطور السرديات المسيحية.
استعار الفن المسيحي من الصور الإمبراطورية، مثل صورة المسيح في الجلالة، كما استخداموا الهالة كرمز للقداسة. ثم تم استخدام الفن المسيحي العتيق المتأخر بدلا من الفن الهلنستية الكلاسيكية لكن بجمالية أكثر تجريدية. كان الغرض الأساسي من هذا الأسلوب الجديد هو إيصال المعنى الديني بدلاً من تقديم الأشياء والأشخاص بدقة. تم تجاهل المنظور الواقعي والنسب والضوء واللون لصالح التبسيط الهندسي، والمنظور العكسي وتم توحيد الشكل التصويري للأفراد وللأحداث. أصبحت أيقونات المسيح ومريم والقديسين، ونحت العاج،  والمخطوطات المضيئة وسائل إعلام مهمة - حتى أكثر أهمية من حيث الفهم الحديث، حيث أن جميع الأعمال القليلة المتبقية تقريبًا، بخلاف المباني، كانت تتكون من الأشياء التي يمكن حملها.

## الفن البيزنطي والشرقي

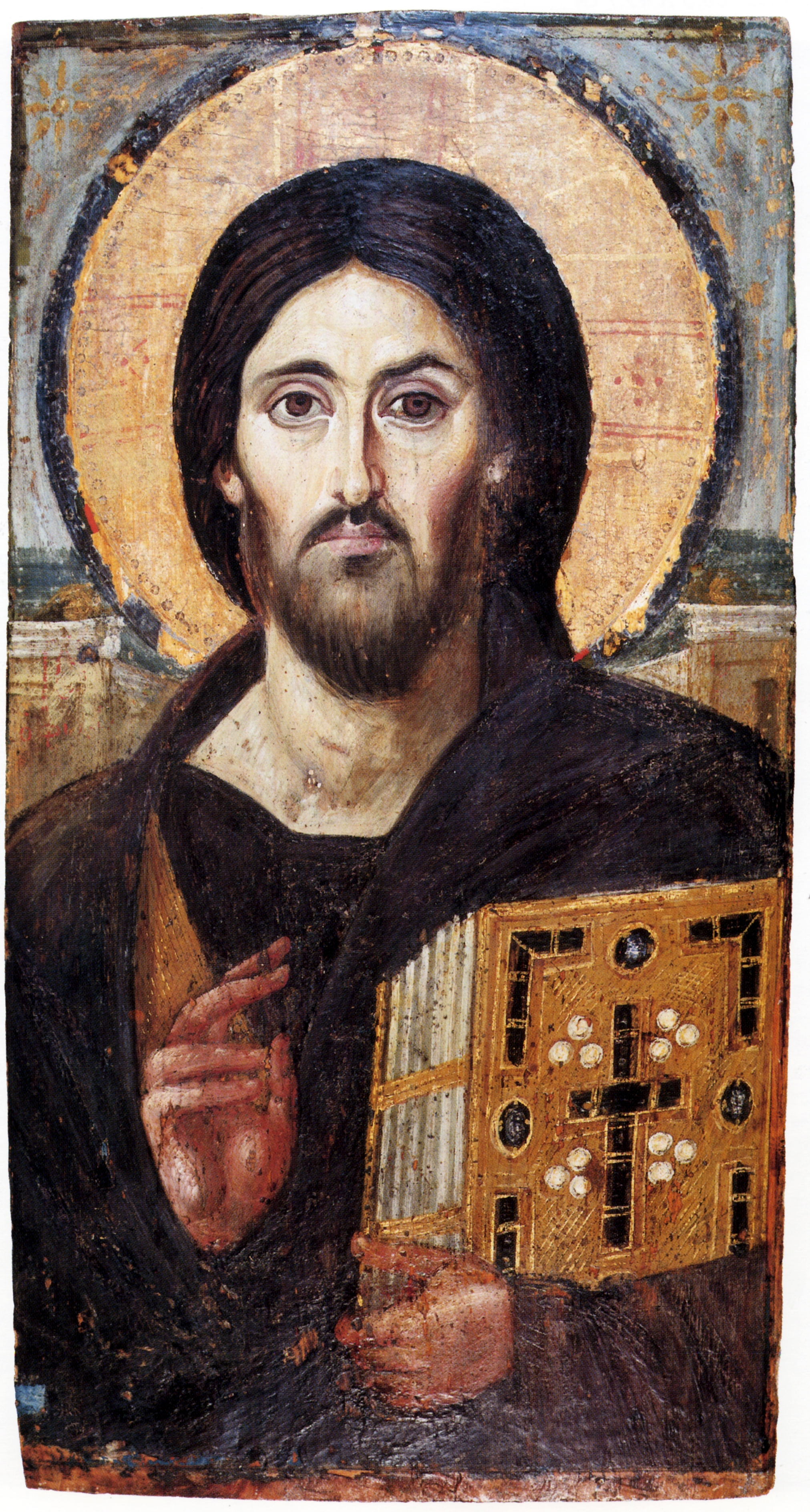
رمز من المسيح ضابط الكل، وهو نادر جدا ما قبل تحطيم المعتقدات التقليدية. من العقد السادس.

أنشاء القسطنطينية كعاصمة عام 330 م جعلها مركزًا فنيًا مسيحيًا جديدًا رائعًا للإمبراطورية الرومانية الشرقية، والذي سرعان ما أصبح وحدة سياسية منفصلة. ومن كنائس القسطنطينية الضخمة التي بناها الإمبراطور قسطنطين وابنه، كونستانتوس الثاني، الأيا صوفيا وكنيسة الرسل المقدسة. عندما تفككت الإمبراطورية الرومانية الغربية واستولت عليها الشعوب «البربرية»، وصل فن الإمبراطورية البيزنطية إلى مستويات من الرقي والقوة والفنية لم يسبق لها مثيل في الفن المسيحي، ووضع معايير لتلك الأجزاء من الغرب التي لا تزال على اتصال مع القسطنطينية.
أثار هذا الإنجاز الفني الجدل الدائر حول استخدام الصور المنحوتة وخاصة أنه يتعارض مع التفسير الصحيح للوصية الثانية من الوصايا العشرة، مما أدى إلى أزمة الأيقونيات والدعوى لتدمير الصور الدينية، والتي وقعت بين عامي 726 م و 843 م. أدت استعادة الأيقونات الأرثوذكسية إلى توحيد صارم للصور الدينية داخل الكنيسة الأرثوذكسية الشرقية. أصبح الفن البيزنطي محافظًا بشكل متزايد، حيث كان شكل الصور نفسها، أو العديد من الأصل الإلهي الممنوح أو يعتقد أنه تم رسمه بواسطة القديس لوقا أو شخصيات أخرى، يتمتع بموضعة ليس بعيدة عن موضعة النص التوراتي. سمح بنسخها لكن لم يسمح بتحسينها. كحفاظ على المشاعر تجاه الأيقونات، تم حظر النحت الديني الضخم. لم يتم اتخاذ هكذا مواقف في أوروبا الغربية، لكن الفن البيزنطي كان له تأثير كبير هناك حتى العصور الوسطى العليا، وظل يتمتع بشعبية طويلة بعد ذلك، حيث تم تصدير أعداد هائلة من أيقونات مدرسة كريتي إلى أوروبا في أواخر عصر النهضة. وكلما أمكن، تم استعارة الفنانين البيزنطيين لمشاريع مثل الفسيفساء في البندقية وباليرمو. قد تكون اللوحات الجدارية المبهمة في كاستلسبيرو مثالًا على أعمال فنان يوناني يعمل في إيطاليا.
كان فن الكاثوليكية الشرقية دائمًا أقرب إلى الفن الأرثوذكسي اليوناني والروسي، وفي البلدان الكاثوليكية القريبة من العالم الأرثوذكسي، ولا سيما بولندا، تأثر الفن الكاثوليكي بالعديد من التأثيرات الأرثوذكسية. قد تكون مادونا السوداء في شيستوشوا من أصل بيزنطي. الصور الأخرى التي هي بالتأكيد من أصل يوناني، مثل لوحة خلاص البشرية للعذراء ولوحة «مساعدة السيدة العذراء الأبدية»، وكلاهما من رموز روما الفنية، كانتا موضع تبجيل خاص لعدة قرون.
أثر الفن الكاثوليكي أيضًا على التصورات الأرثوذكسية في العديد من النواحي بالرغم من مقاومته في كثير من الأحيان، لا سيما في روسيا. ويبدر تأثيره واضح في فن ورومانيا، وفي المدرسة الكريتية ما بعد البيزنطية، التي قادت الفن الأرثوذكسي اليوناني تحت حكم البندقية في القرنين الخامس عشر والسادس عشر. غادر إل غريكو جزيرة كريت عندما كان صغيرًا نسبيًا، لكن مايكل داماسكينوس عاد بعد فترة قصيرة إلى البندقية، وكان قادرًا على الأنتقال بين الطرز الإيطالية والطراز اليونانية. حتى التقليدي ثيوفانيس الكريتي، الذي يعمل بشكل رئيسي على جبل آثوس، يظهر نفوذاً غربياً لا لبس فيه.

## العقيدة الكاثوليكية حول الصور المقدسة
بقي الموقف اللاهوتي الكاثوليكي بشأن الصور المقدسة متطابقًا مع العقيدة التي جاءت في «النص الكاروليني»، وهو أقصى تعبير عن وجهات النظر الغربية حول الصور والذي لم يكن معروفًا خلال العصور الوسطى. تم إعداده حوالي 790 لشارلمان بعد اعتقاده، بسبب سؤ الترجمة، أن المجمع البيزنطي الثاني في نيقية قد حلل عبادة الصور، والتي في الواقع لم تكن كذلك. حددت المجموعة المضادة الكاثوليكية مسارًا وسطًا بين المواقف المتطرفة المعارضة للإيقونات البيزنطية وبين مبجلي الأيقونات، حيث وافقت على تبجيل الصور لما تمثله، بعكس الموقف الأرثوذكسي الذي أمن بأن الصور شيء من القداسة المتصلة بما تمثله الصورة. وهو اعتقاد عتود الظهور في عصر النهضة الأفلاطونية الجديدة في الغرب.
كانت صور الكنيسة الغربية مجرد أشياء صنعها حرفيون لاستخدامها في تحفيز حواس المؤمنين، واحترامهم لما يمثله الموضوع، وليس الصورة في حد ذاتها. على الرغم من وجود ميل إلى تجاوز هذه الحدود في الممارسة التعبدية الشعبية، إلا أن موقف الكنيسة كان صارما في التخلص من الصور التي لم يعد حاجة اليها، وهذا ما يتأسف عليخ مؤرخي الفن. في الألفية الأولى، تم تفتيت معظم المنحوتات الضخمة لاستخدامها كأنقاض في إعادة بناء الكنائس.
في الأمور العملية المتعلقة باستخدام الصور، بالمقارنة مع المفهوم النظري اللاهوتي، ظهر النص الكارولايني في النهاية المعاكسة لطيف الآراء الكاثوليكية حول الرسومات، على سبيل المثال رفض إضاءة الشموع للصور. غالبًا ما تم التعبير عن هذه الآراء من قِبل قادة الكنيسة الفرديين، مثل المثال الشهير لسانت برنارد في كليرفو، على الرغم من أن كثيرين آخرين كانوا يميلون إلى الاتجاه المعاكس، الذين شجعوا وبنوا الفنون في كنائسهم. في الواقع، كان برنارد يعارض فقط الصور الزخرفية في الأديرة التي لم تكن متدينة على وجه التحديد، وكان الدعاة الشعبيون مثل سانت برناردينو من سيينا وسافونارولا يستهدفون بانتظام الصور العلمانية التي يملكها العلمانيون.

## أوائل العصور الوسطى

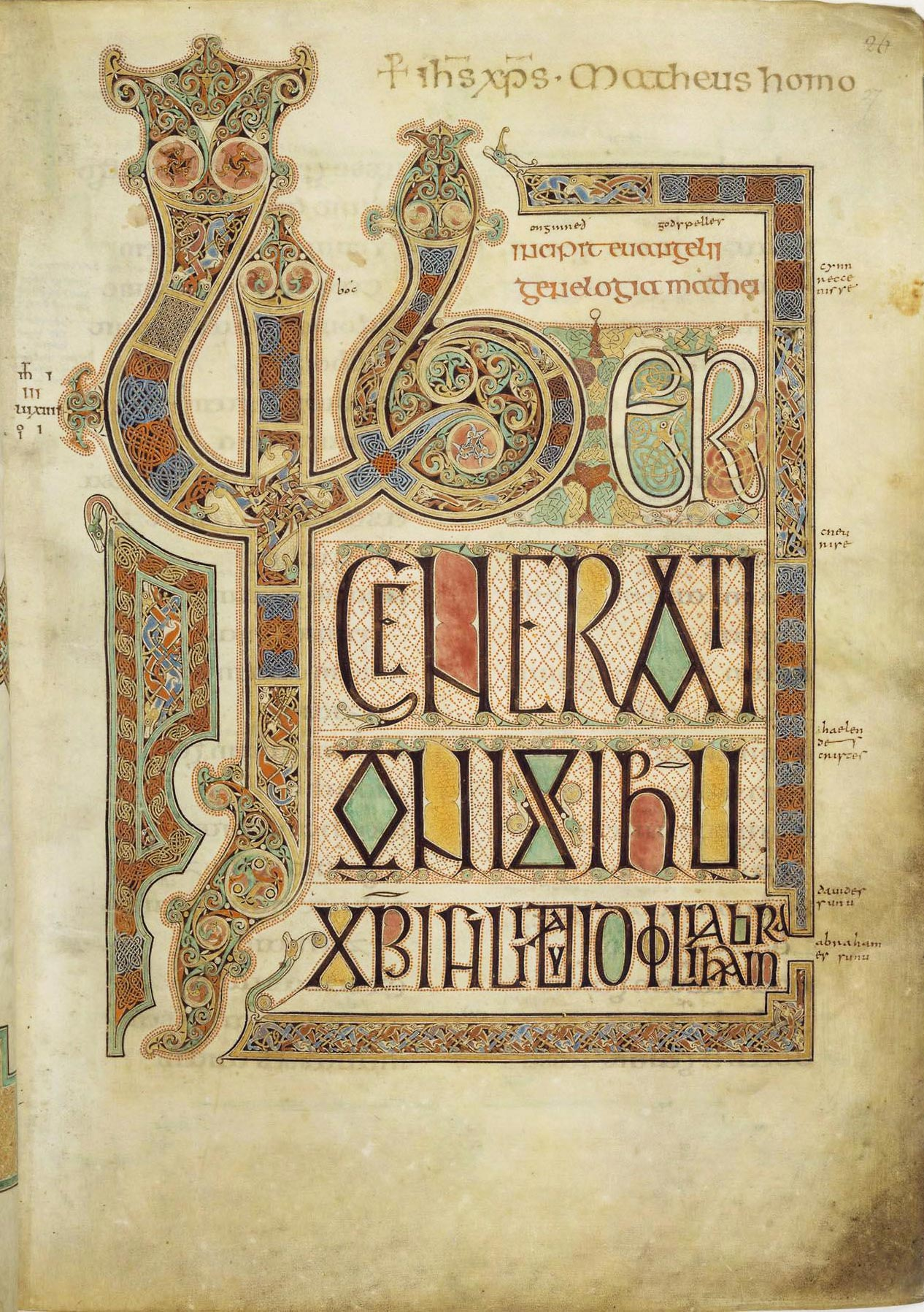
تحتوي الورقة 27 و من أناجيل لينديسفارن على الجيل الحر المبتكر لإنجيل متى.

في حين انهار الهيكل السياسي للإمبراطورية الرومانية الغربية بعد سقوط روما، واصلت الكنيسة تمويل الفن حيث استطاعت. إن أكثر الأعمال الباقية في الفترة المبكرة هي مخطوطات المزينة، يُفترض أنها وضعت من قِبل رجال الدين، الرهبان وشخصيات بارزة أخرى. كان الهجين الرهباني الذي خلط بين الأنماط الزخرفية «البربرية» والفن الحزيري من القرن السابع ليكون ذا تأثير هائل في الفن الأوروبي لبقية العصور الوسطى، مما يوفر طريقًا بديلاً للكلاسيكية، ينتقل إلى قارة هيبيرنو الاسكتلندية عن طريق المبشرين. في هذه الفترة، كان كتاب الإنجيل، مع الفن التصويري المحصور في الغالب على صور الإنجيليين، تم تزيينه ببذخ؛ وكتاب كلس هو المثال الأكثر شهرة.
بدأ الإمبراطور شارلمان في القرن التاسع في ابتكار أعمال فنية تتناسب مع وضع إمبراطوريته التي تم إحياؤها. كان الفن الكارولنجاني والأوتوني محصورًا إلى حد كبير في دائرة البلاط الإمبراطوري والمراكز الرهبانية المختلفة، وكان لكل منها أسلوبه الفني المتميز. حاول فنانو الكارولنجية بوعي محاكاة أمثلة من الفن البيزنطي والمتأخر العتيقة التي كانت متاحة لهم، ونسخ المخطوطات مثل روزنامة 354 وأعمال مثل الترخت بسالتر، التي لا تزال تقسم مؤرخي الفن حول ما إذا كانت نسخة من الكثير من المخطوطات السابقة، أو أن منشأها كان كاروليني الأصل. تم نسخ هذا بدوره ثلاث مرات في إنجلترا، وأخيراً بأسلوب قوطي مبكر.

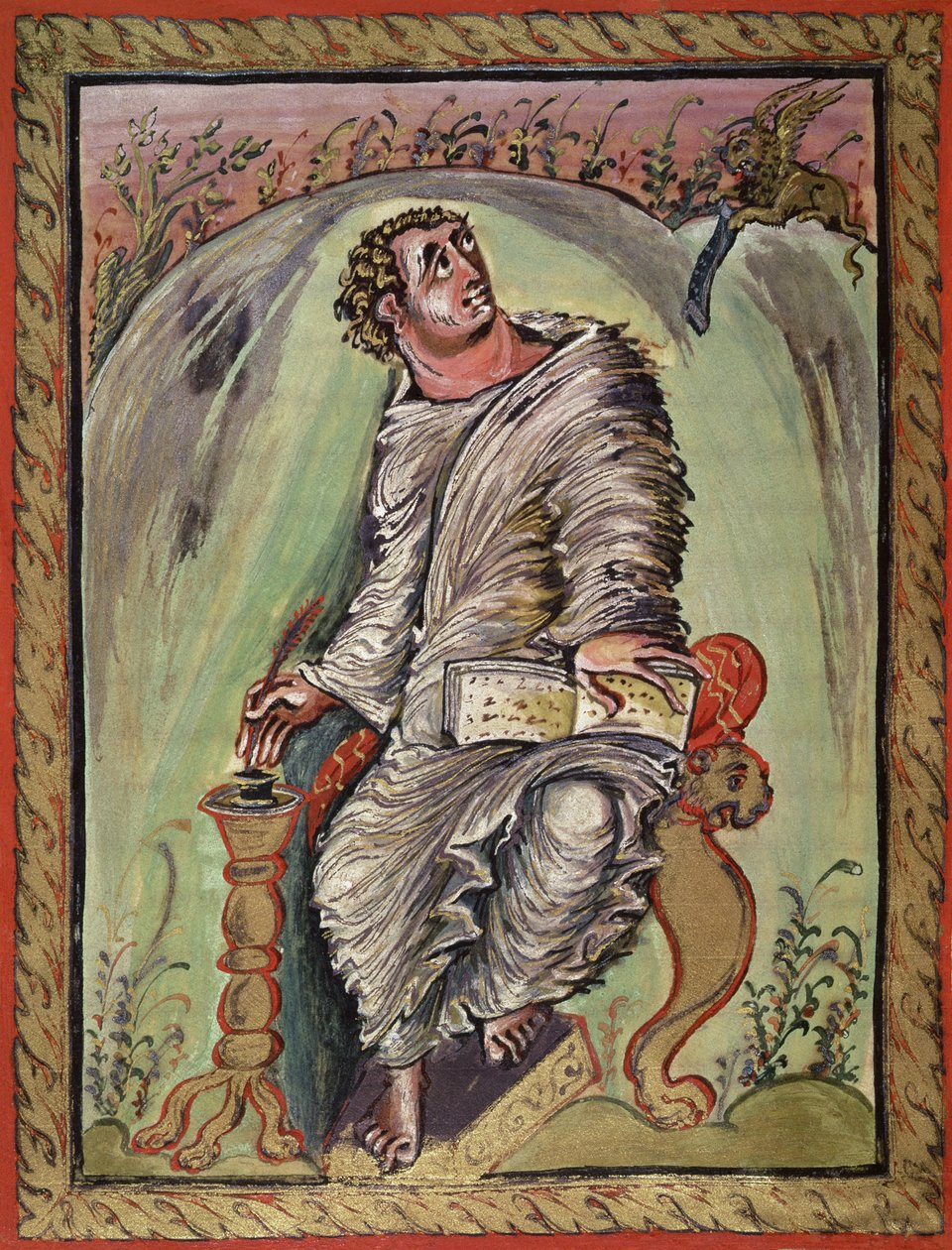
القديس مرقص، من إنجيل كارولينيان إبو.

في العصور القديمة المتأخرة، استعملت المنحوتات العاجية غالبًا لأغلفة الكتب والتي استندت إلى أشكال الأغلفة التي تنطوي . على سبيل المثال، إن الأغطية الأمامية والخلفية لأناجيل لورش هي من علامات النجاح الإمبراطوري في القرن السادس، تم تكييفه مع انتصار المسيح والعذراء. ومع ذلك، فقد استندوا أيضًا إلى التقاليد المعزولة، وخاصةً فيما يتعلق بالتفاصيل المزخرفة، مع تطوير كبير لها من حيث تصوير الشكل الإنساني. تم إنتاج نسخ من الكتب المقدسة أو الكتب الليتورجية المخطوطة على الرق والمزينة بالمعادن الثمينة في الأديرة والراهبات في جميع أنحاء أوروبا الغربية. قد يتم كتابة عمل مثل «الكتاب الذهبي» في ورقة ذهبية على الرق الأرجواني، بتقليد المخطوطات الرومانية والبيزنطية. كان الفن الأنجلوسكسوني في كثير من الأحيان أكثر حرية، حيث كان يستخدم رسومات الخطوط الحية بشكل أكبر، وكانت هناك تقاليد أخرى مميزة، مثل مجموعة المخطوطات الاستثنائية للموزارابيك الإسبانية، بما في ذلك سان سيفير بيتوس، وتلك الموجودة في جيرونا ومكتبة مورغان.
نعلم أن شارلمان كان لديه صليب بالحجم الطبيعي مع صورة المسيح من المعدن الثمين في مصلى بالاتين في آخن، والعديد من هذه الأشياء التي اختفت جميعها تم تسجيلها في الكنائس الأنجلوسكسونية الكبيرة وفي أماكن أخرى. أصبحت مادونا الذهبية في إيسن وعدد قليل من الشخصيات البارزة الأصغر الآن جميعًا من هذا التقليد المذهل، خارج القواعد البيزنطية تمامًا. مثل شكل إيسن، يُفترض أنها كلها مصنوعة من صفائح رقيقة من الذهب أو الفضة مدعومة بنواة خشبية.

## طراز فن العمارة الرومانسيكي

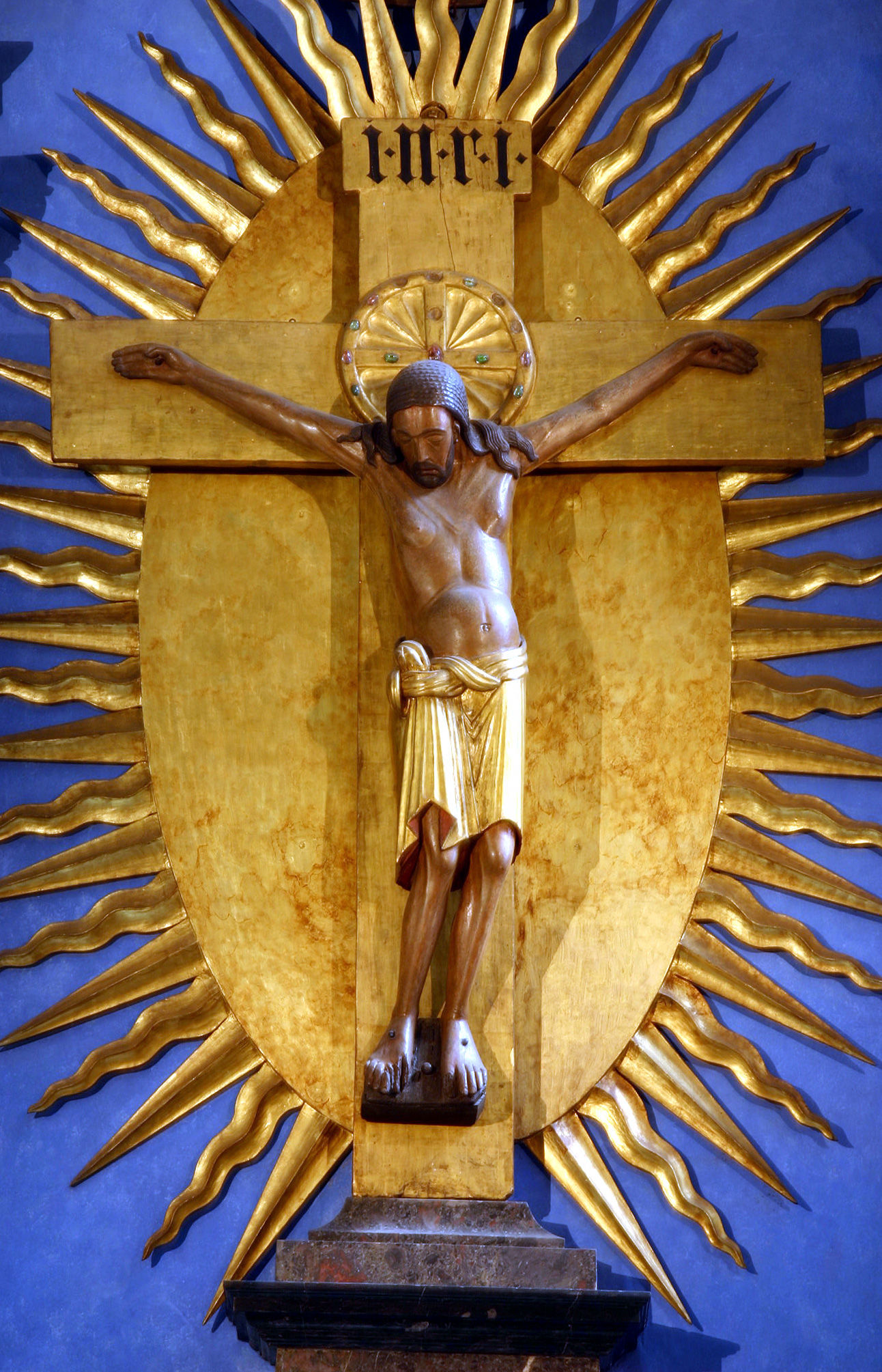
صليب جيرو العائد لحوالي عام 960 (أُضيف الإطار لاحقًا)

تطور الفن الرومانسكي في أوروبا الغربية، الذي سبقته فترة ما قبل الرومانسك بفترة طويلة منذ حوالي عام 1000م، وحتى ظهور الطراز القوطي. تميز بناء الكنائس بزيادة الطول والحجم الكلي. وكانت الأسقف المقببة مدعومة بجدران حجرية سميكة وأعمدة ضخمة وأقواس مدورة. وأضيئت الديكورات الداخلية المظلمة من خلال اللوحات الجدارية ليسوع ومريم والقديسين، وغالبًا ما كانت تستند على نماذج بيزنطيَّة.
تزينت الديكورات الخارجية والداخلية بمنحوتات حجرية، ولا سيما الطبلة الموجودة أعلى المدخل الرئيسي، والتي غالبًا ما ظهر فيها المسيح بجلالة أو في الحكم، وكان صلب المسيح الخشبي ابتكارًا ألمانيًا في بداية هذه الفترة. كما كانت عواصم الأعمدة محفورة بشكل متقن بمشاهد تصويرية. تعد مجموعة الكنائس الكبيرة التي تم الحفاظ عليها جيدًا في مدينة كولونيا، التي كانت أكبر مدينة شمال جبال الألب، وفي سيجوفيا بإسبانيا، من بين أفضل الأماكن التي يمكن مشاهدتها اليوم كمثال عن تأثير الكنائس الكبيرة على المناظر الطبيعية للمدينة. ولكن هنالك العديد من المباني الفردية، من كاتدرائية دورهام وإيلي وتورناي بالإضافة إلى مجموعة كبيرة من الكنائس الفردية وخصوصاً في جنوب فرنسا وإيطاليا. في المناطق الأكثر ازدهارًا، نجت العديد من الكنائس الرومانيسكية إلى التحول الباروك عبر إعادة تشكيل أسطحها وهي عملية أسهل بكثير للقيام بها بالمقارنة مع الهندسة القوطية.
ظلت القليل من اللوحات الجدارية الكبيرة التي غطت معظم الكنائس في حالة جيدة. كانت منحوتة الحكم الأخير عادةً ما توضع على الحائط الغربي، مع وجود المسيح في الجلالة في شبه القبة العليا. تم تطوير سرديات موسعة عن حياة المسيح، ومواضيع مأخوذة من الكتاب المقدس، سفر المزامير، محور التركيز النموذجي للتزيين، مع استخدام كبير للأحرف الأولى من التاريخ. أصبحت الأعمال المعدنية، بما في ذلك الزخارف في المينا، متطورة للغاية، وقد نجت العديد من الأضرحة التي تحمل لعقد الآثار، ومن أشهرها ضريح الملوك الثلاثة في كاتدرائية كولونيا التي نحتها نيكولاس أوف فردان وآخرين (حوالي 1180-1225).

## الفن القوطي

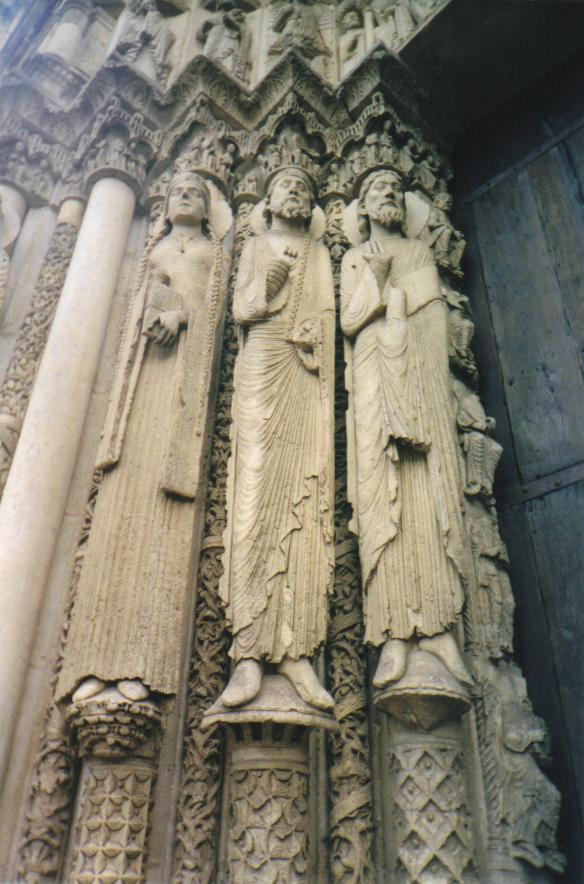
البوابة الغربية (الملكية) في كاتدرائية شارتر (حوالي 1145). هذه التماثيل المعمارية هي من بين أقدم التماثيل القوطية وكانت ثورة في الأسلوب والمثال لجيل من النحاتين.

ظهر الفن القوطي في فرنسا في منتصف القرن الثاني عشر. كانت كلاتدرائية سان دنيس التي بناها المطران سوغير أول مبنى رئيسي على الطراز القوطي. كانت الرهبانيات الجديدة، ولا سيما السيسترية والكارثوسية، من أمهر البناة الذين قاموا بتطوير أساليب مميزة ونشروها في جميع أنحاء أوروبا. قام الفرنسيسكان ببناء كنائس مدينية ببلاطات مفتوحة ضخمة للقيام بالتكريز إلى لتجمعات الكبيرة. ومع ذلك، استمرت الاختلافات الإقليمية واضحة حتى بعدما تطورت في أواخر القرن الرابع عشر نمط عالمي متماسك يعرف باسم القوطية الدولية. كانت الوسائط الرئيسية للفن القوطي هي النحت واللوحة الفنية والزجاج الملون واللوحات الجدارية والمخطوطات المذهبة، على الرغم من أن الصور الدينية تم التعبير عنها أيضًا في الأعمال المعدنية والمنسوجات والسترات المطرزة. سمحت الابتكارات المعمارية ببناء القوس المدبب والدعامة الطائرة بكنائس أطول وأخف وزنا مع مساحات واسعة من النوافذ الزجاجية. استفاد الفن القوطي بشكل كامل من هذه البيئة الجديدة، حيث روى قصة سردية من خلال الصور والنحت والزجاج الملون والهندسة المعمارية المرتفعة. تعد كاتدرائية شارتر مثالاً رائعًا على ذلك.
غالبًا ما كان الفن القوطي نموذجيًا بطبيعته ، مما يعكس الاعتقاد بأن أحداث العهد القديم كانت مسبقة لأحداث العهد الجديد ، وأن ذلك كان بالفعل أهميتها الرئيسية. عُرِضت مشاهد العهد القديم والعهد الجديد جنبًا إلى جنب في أعمال مثل المنظار الإنساني والخلاص في الكنائس. تزامنت الفترة القوطية مع تجدد كبير في التفاني المريمي، حيث لعبت الفنون البصرية دورا رئيسيا. تطورت صور العذراء مريم من أنواع هيرست البيزنطية، من خلال تتويج العذراء، إلى أنواع أكثر إنسانية وحميمية، وكانت تاريخ حياة العذراء تحظى بشعبية كبيرة. فنانون مثل جيوتو وفرا أنجيليكو وبيترو لورينزيتي في إيطاليا، والرسامون الهولنديون المبكرون، جلبوا الواقعية والإنسانية كطبيعة فنية. أصبح الفنانون الغربيون ورعاتهم أكثر ثقة في الأيقونات المبتكرة، وينظر إلى ها بالمزيد من الأصالة، على الرغم من أن الصيغ المنسوخة كانت لا تزال تستخدم من قبل معظم الفنانين. تم تطوير كتاب الساعات، بشكل أساسي للمستخدم العادي القادر على تحمل كلفته - يبدو أن أول مثال معروف قد كتب عن سيدة غير معروفة تعيش في قرية صغيرة بالقرب من أكسفورد في حوالي عام 1240 - والآن أصبحت الأمثلة الملكية والأرستقراطية مخطوطة في معظم الأحيان مزينة ببذخ. معظم الفن الديني، بما في ذلك المخطوطات المزخرفة، تم إنتاجه من قبل فنانين عاديي ، لكن غالبًا ما حدد المستفيد المفوض ما يجب أن يحتوي عليه العمل بالتفصيل.

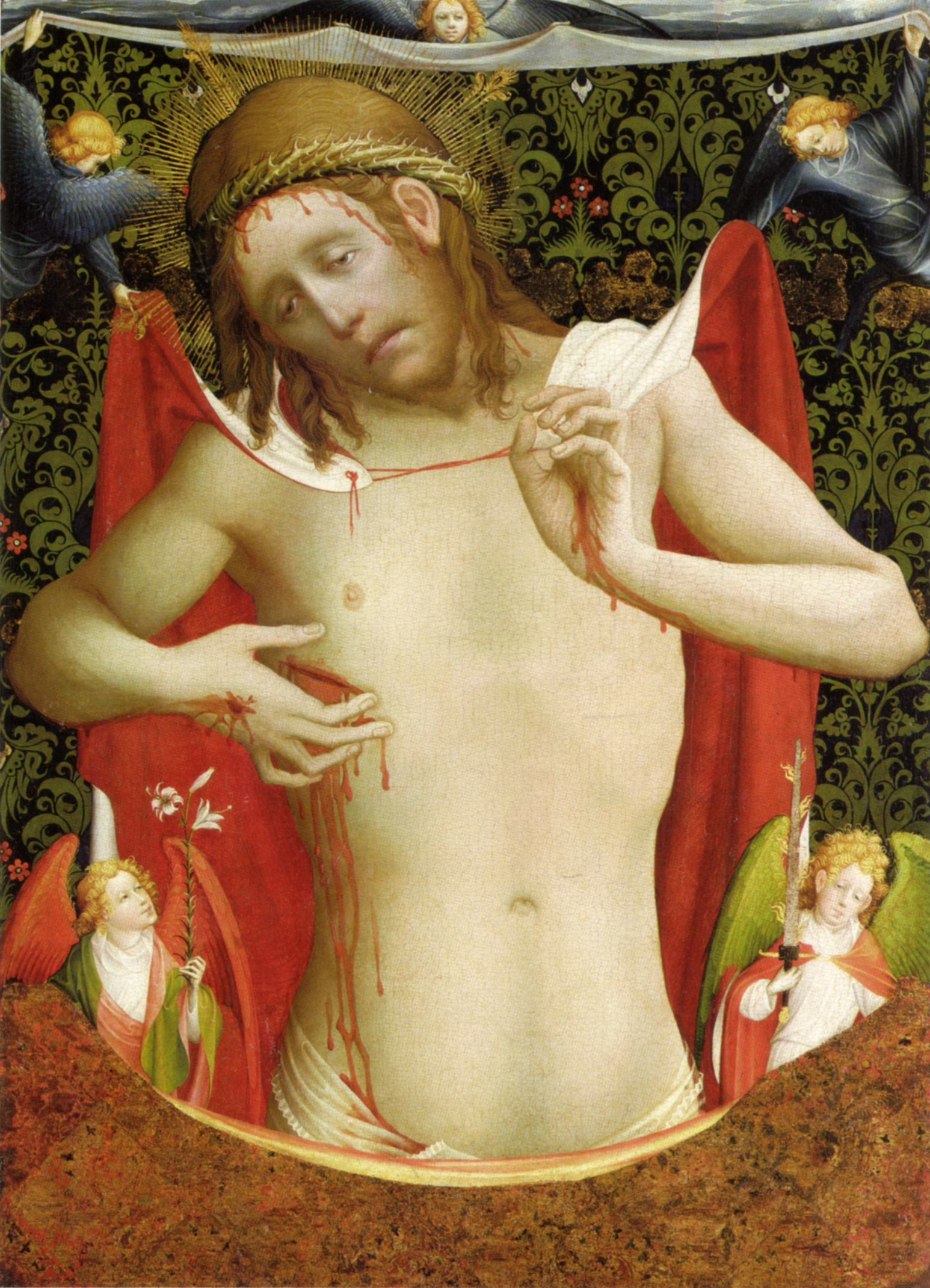
رجل الأحزان رسم ميستر فرانك، حوالي عام 1435

تأثرت الأيقونوغرافيا بالتغيرات في علم اللاهوت، حيث اكتسبت صور انتقال مريم على وفاة العذراء الأقدم، أنتجت الممارسات التعبدية الجديدة مثل التقوى الحديثة، كما ظهرت تصورات جديدة للمسيح في رسومات «التفاني» مثل لوحات «رجل الأحزان»، و«محنة المسيح» و"البييتا"، التي تشدد على معانات المسيح الإنسانية وضعفه فيها، بحركة موازية لصور العذراء. العديد من هذه الصور أصبحت لوحات زيتية صغيرة مخصصة للتأمل والتفاني في منازل الأثرياء. حتى في لوحة «الأحكام الأخيرة»، ظهر المسيح كاشفا لصدره لإظهار جروح شغفه. ظهرت رسوم القديسين على نحو أكبر، وأظهرت لوحات المذابح في الكنيسة صور لقديسين ذوي العلاقة بالكنيسة أو الجهة المانحة وهي في مقام حالصلب أو مع السيدة العذراء أو مع الطفل. خلال هذه الفترة، تم التخلص تدريجياً من العديد من السمات الأيقونية القديمة التي نشأت في ابوكريفا العهد الجديد تحت ضغط من رجال الدين، مثل القابلات في المهد، على الرغم من أن البعض الآخر كان راسخًا للغاية، ويعتبر غير ضار.
في اللوحات الهولندية المبكرة التي كانت من أغنى مدن شمال أوروبا، تم الجمع بين واقعية جديدة دقيقة في الرسم الزيتي مع تلميحات لاهوتية دقيقة ومعقدة، يتم التعبير عنها بدقة من خلال الإعدادات المفصلة للغاية للمشاهد الدينية. ومن الأمثلة على ذلك لوحة المذبحية الثلاثية عن البشارة (1420) لروبرت كامبين، ولوحة البشارة لفون أيك أو لوحة السيدة العذراء لرولن الموجودة في متحف واشنطن (1430s، رسم جان فان إيك).
في القرن الخامس عشر، أتاح إدخال مطبوعات رخيصة، معظمها نقش غلى الخشب، حتى بالنسبة للفلاحين أن يكون لديهم صور عبادية في المنزل. تم بيع الآلاف من هذه الصور، وهي صغيرة جدًا تباع في أسفل السوق، وغالبًا ما تكون ملونة بشكل فظ، لكنها الآن نادرة للغاية، حيث يتم لصق معظمها على الجدران. وكانت الهدايا التذكارية للحج إلى الأضرحة، مثل الطين أو شارات الرصاص والميداليات والأمبولة المختومة بالصور، شهيرة ورخيصة أيضًا. يبدو أن الكتل الرعوية في البلدان المنخفضة كانت في متناول الجميع من خلال الكتب النصية في منتصف القرن، مع قص النصوص والصور على شكل قطع خشبية. وبحلول نهاية القرن، تم طبع الكتب مع رسوم توضيحية، لا يزال الغالب منها على علاقة بموضوعات دينية، والتي كانت متوفرة بكثرة في متناول الطبقة المتوسطة المزدهرة، وكذلك النقوش من حد ما ذات جودة عالية من النقاشين مثل إسراهيل فان ميكينيم وماستر.
بالنسبة إلى الأثرياء، أصبحت اللوحات الصغيرة، وحتى الألواح الفارغة في اللوحات الزيتية، تحظى بشعبية متزايدة، وغالبًا ما تظهر صورًا للمانحين على الجانب، على الرغم من أنها أصغر كثيرًا من لوحات العذراء أو القديسين. وعادة ما يتم عرض هذه في المانزل.

## فن عصر النهضة

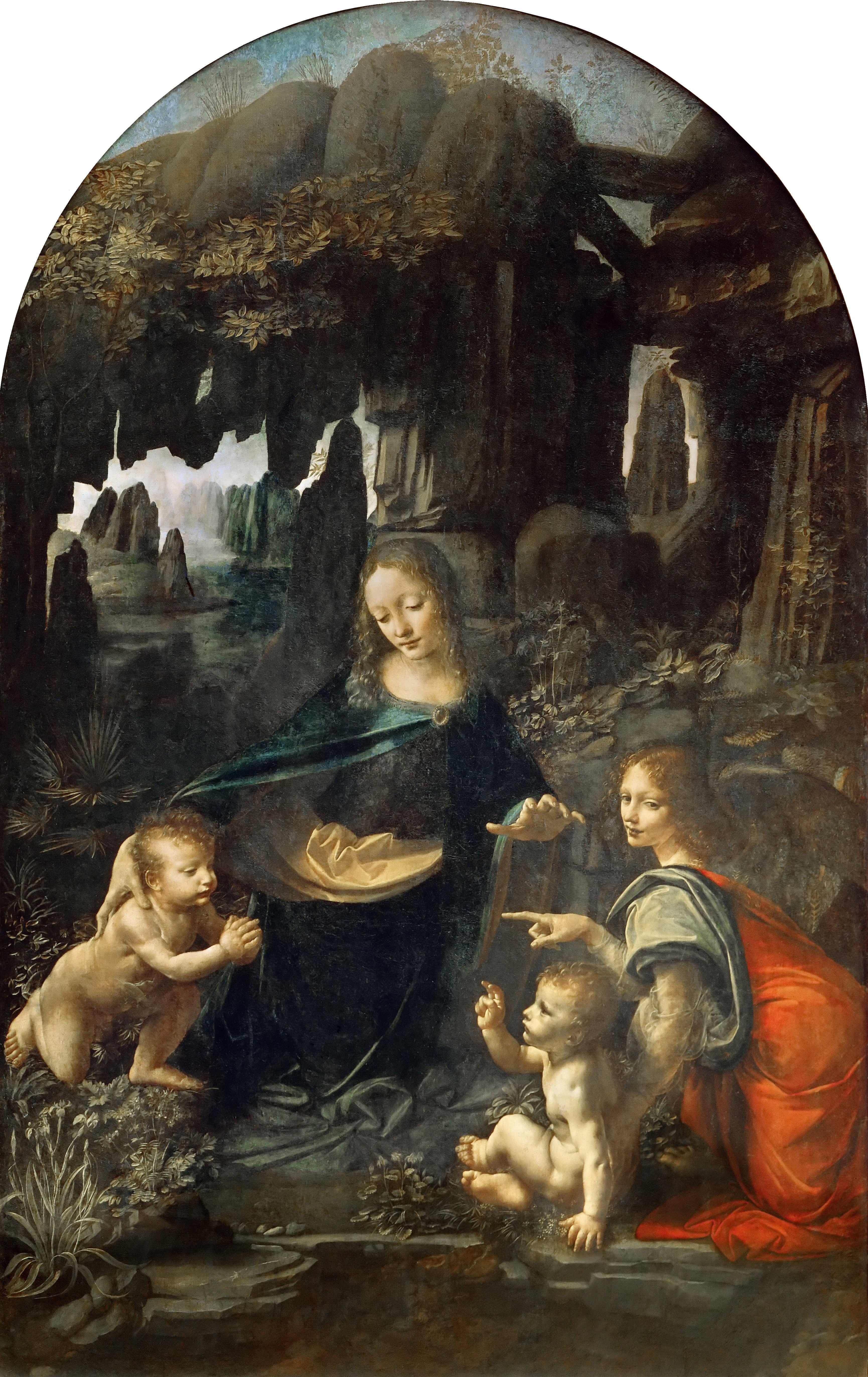
عذراء الصخور، (نسخة متحف اللوفر)، ليوناردو دافنشي، 1483-1486

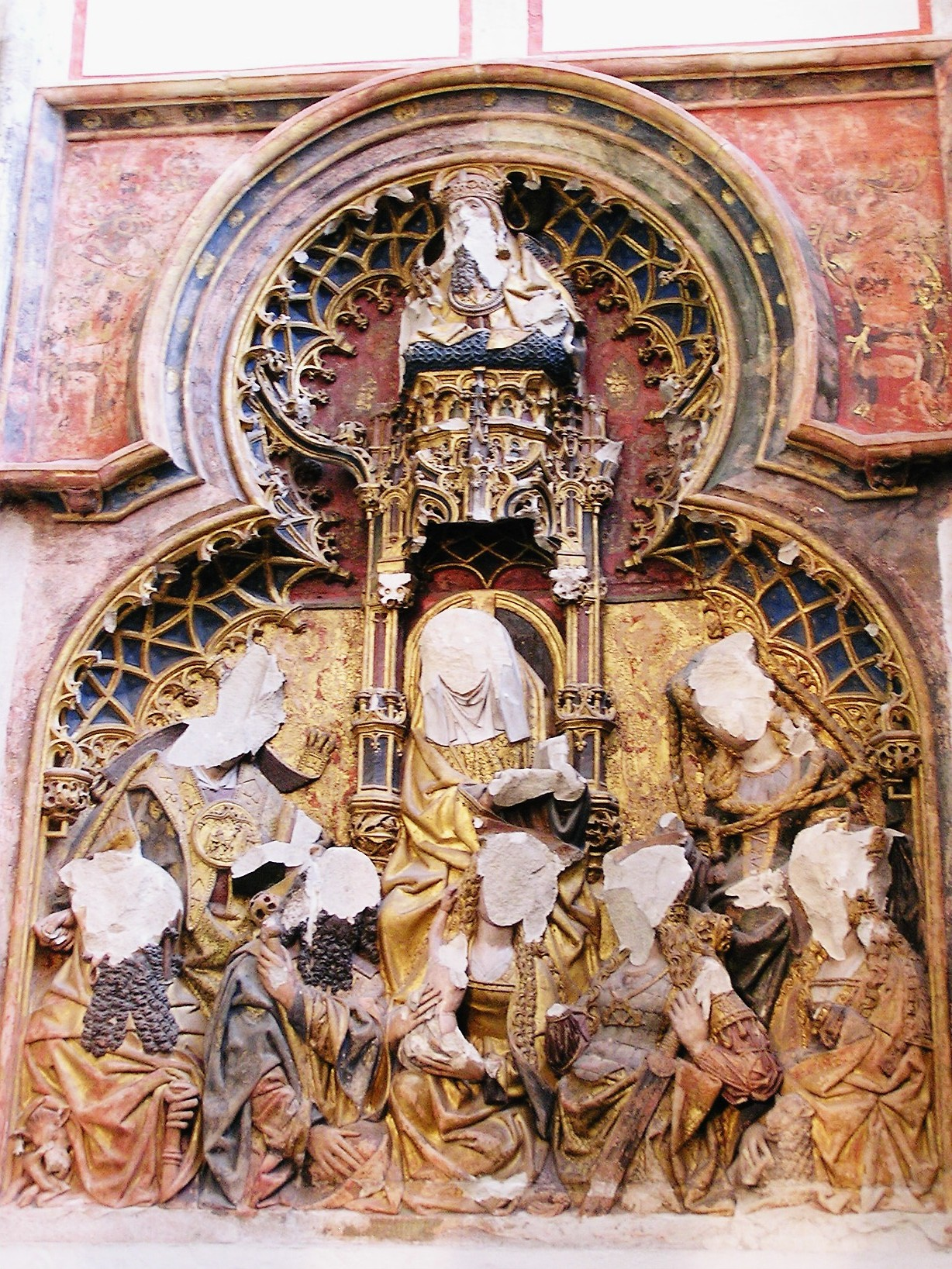
تماثيل في كاتدرائية سان مارتن، أوترخت، هوجمت في زمن الإصلاج الأيقوني في القرن السادس عشر

اهتم فن عصر النهضة المتأثر بشدة بفكرة «الولادة الجديدة» الفرنسية، بفن وثقافة العصور الكلاسيكية القديمة. واصل في البداية اتجاهات الفترة السابقة دون تغييرات أساسية، ولكن باستخدام الملابس الكلاسيكية والإعدادات المعمارية التي كانت في النهاية مناسبة لمشاهد العهد الجديد. ومع ذلك، فإن بدى واضحا خسارة للكثافة الدينية في العديد من اللوحات الدينية في عصر النهضة المبكرة فاللوحات الجدارية الشهيرة في كنيسة تورنابوني التي رسمها دومينيكو غيرلانديو (1485–190)، تبدو أكثر اهتمامًا بالتصوير المفصل لمشاهد حياة المدينة البرجوازية أكثر من رعايتها للعذراء وكذلك لوحة المجوس المصلون لبينوتزو غوزولي (1459-1461) هي أكثر احتفالا بميديشي منه لوصول المجوس. يأتي هذان المثالان (اللذين ما زالا يستخدمان الملابس المعاصرة) من فلورنسا، قلب النهضة المبكرة، والمكان الذي شن فيه الداعية الدومينيكي الجذاب سافونارولا هجومه على دنيوية حياة وفن المواطنين، وبلغت ذروتها في بون فاير الشهير من الغرور في 1497؛ في الواقع كان الدعاة الآخرون يعقدون أحداثًا مماثلة لعقود من الزمن، ولكن على نطاق أصغر. كان العديد من الفنانين في عصر النهضة المبكرة، مثل فرا أنجيليكو وبوتيتشيلي متدينين للغاية، وكان الأخير من بين العديد من الذين وقعوا تحت تأثير سافونارولا.
وفي الفترة الوجيزة لعصر النهضة العليا (ج. 1490-1520) وهي فترة أعمال ليوناردو دافنشي، مايكل أنجلو ورافائيل، حولت الفن الكاثوليكي بشكل أساسي، وابتعدت عن الايقونية القديمة التي كانت متكاملة تماما مع القوانين اللاهوتية القديم وتأثيرت بالنهضة الإنسانية. عمل كل من مايكل أنجلو ورافائيل على وجه الحصر تقريبًا للبابوية في معظم وظائفهما، بما في ذلك عام 1517، عندما كتب مارتن لوثر أطروحاته الخمسة والتسعين. العلاقة بين الأحداث لم تكن مجرد تسلسل زمني، حيث أن الانغماس الذي أثار لوثر ساعد في تمويل البرنامج البابوي الفني، كما أشار العديد من المؤرخين.
معظم صور القرن الخامس عشر كانت صورا دينية. التي تشير إلى أكثر من مجرد مجموعة معينة من الموضوعا ؛ وهذا يعني أن الصور موجودة لتلبية الغايات المؤسساتية. قامت الكنيسة بالاهتمام بالأعمال الفنية لثلاثة أسباب رئيسية: الأول كان التلقين، إذ كانت الصور قادرة على نقل المعنى إلى شخص غير متعلم. والثاني هو سهولة التذكر، وتصوير القديسين والشخصيات الدينية الأخرى تسمح بنقطة اتصال عقلية. والثالث هو إثارة الاندهاش في قلب الناظر، واعتقد جون من جنوا أنه كان من الأسهل تحقيق هذا الأمربالصورة أكثر منه بالكلمات. بالنظر إلى هؤلاء الفرضيات الثلاثة، يمكن افتراض أن الذهب قد استخدم لإثارة الرهبة في عقل الناظر وقلبه، حيث أظهرت إمكانية إصلاح الذهب الخطوط على اللوحة باستخدام أصباغ عادية أكثر من أصلاح الذهب على الالصفيحة الذهبية.
كان الإصلاح البروتستانتي محرقة للفن في أجزاء كثيرة من أوروبا. على الرغم من أن اللوثرية كانت على استعداد للعيش مع الكثير من الفن الكاثوليكي الحالي طالما أنها لم تصبح محورًا للعبادة، فإن الآراء الأكثر تطرفًا عند كالفين وزوينجلي وغيرهم رأوا الصور الدينية العامة على أنها نوع من أنواع عبادة الأصنام، وتم تدمير الفن بشكل منهجي في المناطق حيث كان لأتباعهم التأثير. استمرت هذه العملية التدميرية حتى منتصف القرن السابع عشر، حيث جلبت الحروب الدينية فترات تدمير الأيقونياتعلى يد البروتيستانت في معظم القارة. في إنجلترا واسكتلندا، كان تدمير الفن الديني ، الذي كان أكثر حدة خلال الكومنولث الإنجليزي، ثقيلاً للغاية. بقيت بعض المنحوتات الحجرية والمخطوطات المزخرفة والنوافذ الزجاجية الملطخة (تكلفة تبديلها كانت باهظة)، ولكن من بين آلاف الأعمال العالية الجودة من الفنون المنقوشة وخاصة على الخشب والتي تم إنتاجها في بريطانيا التي تعود إلى العصور الوسطى ، لم يبقى منها شيء تقريبًا.
في روما ، كان طرد الإمبراطور الكاثوليكي تشارلز الخامس في عام 1527 وقواته المرتزقة البروتستانتية مدمرة بشكل كبير لكل من الفن والفنانين، الذين انتهى الكثير من سجلاتهم الشخصية بشكل مفاجئ. تمكن فنانون آخرون من الفرار إلى أجزاء مختلفة من إيطاليا، وغالبًا ما يجدون صعوبة في اختيار خيط حياتهم المهنية. يبدو أن الفنانين الإيطاليين، باستثناء الغريب مثل جيرولامو دا تريفيزو، لم يجتذبوا إلا القليل من البروتستانتية. أما في ألمانيا، اتبعت شخصيات بارزة مثل ألبريشت دورر وتلاميذه ، لوكاس كراناخ ذا إلدر، وألبرشت ألدورفر ومدرسة الدانوب، وهانس هولباين الأصغر الإصلاحيين. توقف تطوير الرسم الديني الألماني بشكل مفاجئ في حوالي عام 1540، على الرغم من استمرار إنتاج العديد من المطبوعات والرسوم التوضيحية للكتب، وخاصة مواضيع العهد القديم.

## مجمع ترينت

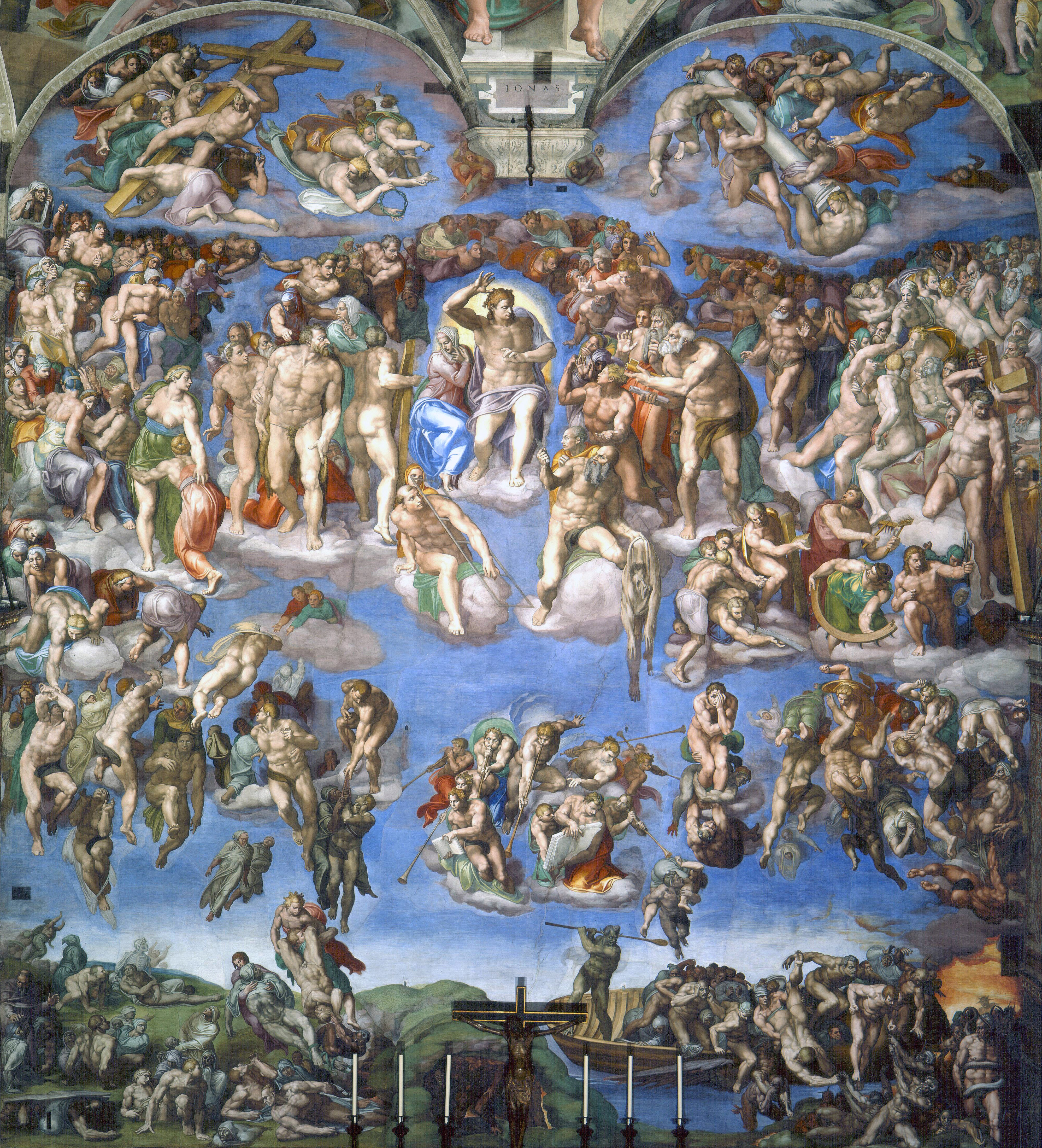
تعرضت لوحة " اليوم الأخير" في كنيسة سيستين التي رسمها مايكل أنجلو (1534-1541) لهجوم مستمر من قبل "الإصلاح المضاد"، لما كان بها من عُري (تم الرسم فوقه لاحقًا وبقيت كذلك لعدة قرون)، وعدم إظهار المسيح جالسًا أو ملتحياً بما في ذلك شخصية خارون الوثنية.

تطورت اللوحة الإيطالية بعد عام 1520، باستثناء الفن في البندقية، إلى أسلوب النهجية، وهو أسلوب متطور للغاية يسعى إلى التأثير، وهو الأمر الذي أثار قلق العديد من رجال الكنيسة باعتباره فن يفتقر إلى جاذب الجماهير. أسفر ضغط الكنيسة لكبح جماح الصور الدينية على الفن منذ ثلاثينيات القرن الماضي، عن مراسيم الجلسة الختامية لمجمع ترينت في عام 1563 بما في ذلك مقاطع قصيرة وغير مكلفة فيما يتعلق بالصور الدينية، والتي كان لها تأثير كبير على تطور الفن الكاثوليكي. نادراً ما شعرت مجالس الكنيسة الكاثوليكية السابقة بالحاجة إلى النطق بهذه المسائل، على عكس المجالس الأرثوذكسية التي حكمت في كثير من الأحيان على أنواع محددة من الصور.

أكد المرسوم على العقيدة التقليدية التي تقول أن الصور تمثل الشخص المصور، وأن التبجيل لهم هو تبجيل للشخص نفسه وليس للصورة. وتابع كذلك: 
 ... يجب إزالة كل الخرافات ... يجب تجنب كل اللبس ؛ بهذه الحكمة ، يجب عدم رسم الأشكال أو تزيينها بجمال مثير للشهوة ... لن يكون هناك شيء غير منظم ، أو غير مرتب أو غير مرتب ، ولا شيء غير لائق ، ولا شيء غير لائق ، ورؤية تلك القداسة تتحول إلى منزل الله. وأن هذه الأمور قد تكون أكثر احتراما وإخلاصًا ، الاعترافات السينودس المقدس ، أنه لا يُسمح لأحد بوضع أو التسبب في وضع أي صورة غير عادية ، في أي مكان ، أو الكنيسة ، أياً كان الإعفاء ، باستثناء تلك الصورة التي تمت الموافقة عليها من الاسقف. . . 
 بعد مرور عشر سنوات على المرسوم، استدعي باولو فيرونيسي من قبل محاكم التفتيش لشرح سبب احتواء لوحة العشاء الأخير، وهي لوحة قماشية ضخمة رسمت لغرفة طعام دي ، على:«الهراوات، والألمان المخمورين ، والأقزام وغيرها من الفضائح الأخرى». وكذلك الأزياء والإعدادات باهظة، في ما يبدوا أنه نسخة خيالية من عيد البندقية الأرستقراطي. أُمر فيرنوسي بتغيير رسوماته خلال فترة ثلاثة أشهر - عندها قام بتغيير العنوان إلى «وليمة في منزل اللاوي» (بالإنكليزية: (The Feast in the House of Levi ، وهي قصة من الأناجيل، لكنها كانت حل فقهي ولم يعد الحديث عنها. لكن عدد هذه المعالجات التزيينية للموضوعات الدينية انخفض بشكل حاد، كما انخفض عدد المواد النهجية «الغير مرغوب أو المشوشة»، مثل في الكتب، ولا سيما من قبل اللاهوتي الفلمنكي مولانوس في كتابه «مقال حول الصور المقدسة» (1570)، الكاردينال فيديريكو بوروميو «الصور المقدسة» والكاردينال غابرييل باليوتي (مقالة، 1582)، وبتعليمات من الأساقفة المحليين، تضخمت المراسيم ودخلت في التفاصيل الدقيقة حول ما هو مقبول. واحد من أوائل هؤلاء كان كتاب «الأخطاء في الرسومات» (1564) لللاهوتي الدومينيكي أندريا جيليو دا فابريانو الذي انضم إلى جوقة انتقادات «اليوم الأخير» لمايكل أنجلو ودافع عن الطبيعة المخلصة والبسيطة لكثير من صور القرون الوسطى. لكن الكتاب الآخرين كانوا أقل تعاطفا مع الفن في العصور الوسطى والعديد من الأيقونات التقليدية التي تعتبر دون أساس كتابي ملائم ممنوع في الواقع (مثل غشيان العذراء)، كما كان إدراج لعناصر وثنية كلاسيكية في الفن الديني ، وكلها عُري تقريبًا. وفقًا لعالم القرون الوسطى الكبير إميل مايلي، كان هذا «موت الفن في العصور الوسطى».

## الفن الباروكي

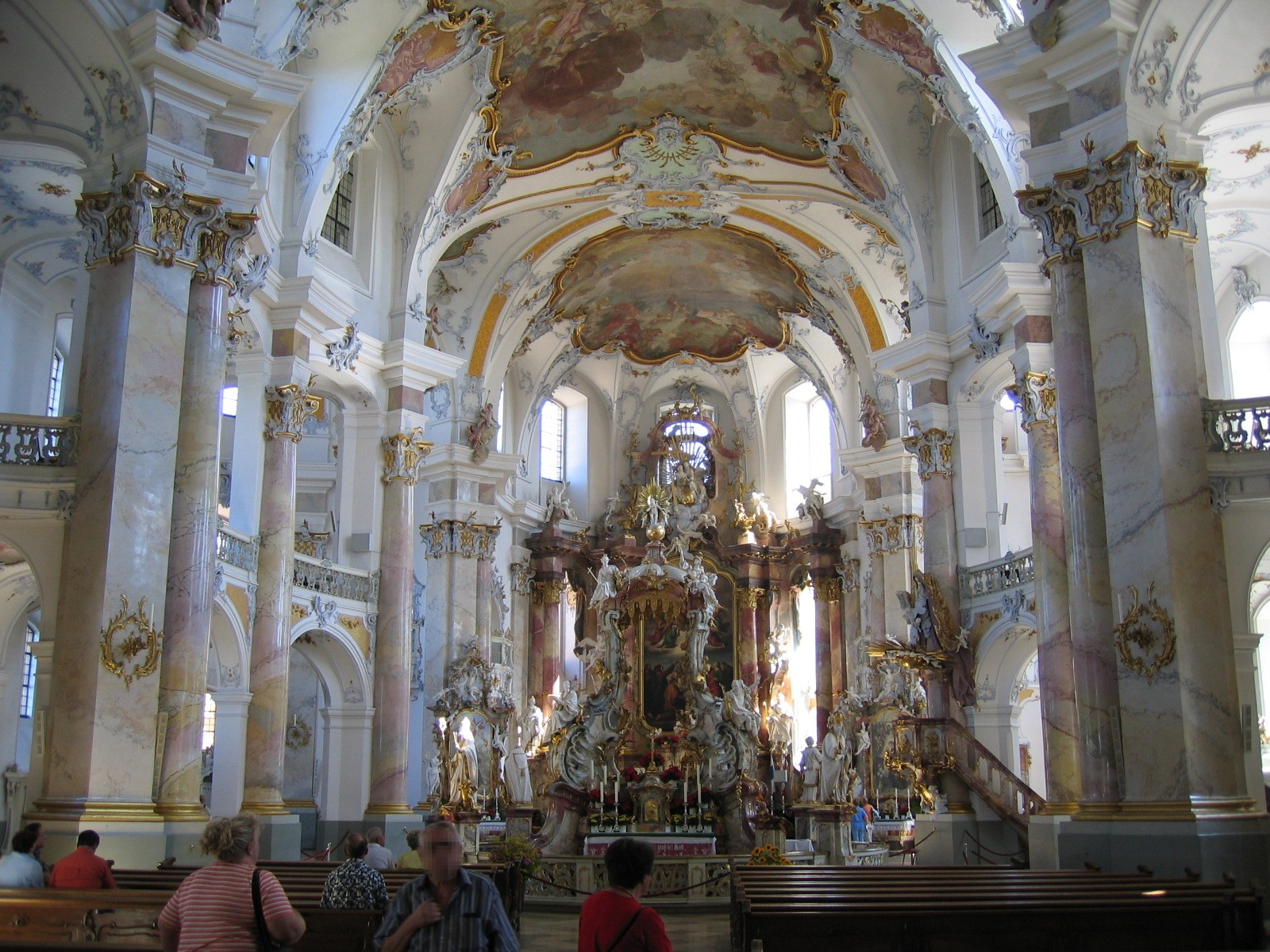
مذبح بازيليكا الأربعين، وهي كنيسة للحج في فرانكونيا العليا.

تطور الفن الباروكي على مدار العقود التالية لمجمع ترينت، على الرغم من أن مدى تأثير هذا الأمر عليه كان موضوع نقاش. وبالتأكيد استوفى معظم متطلبات المجمع، وخاصة في المراحل المبكرة والأبسط المرتبطة بكاراتشي وكارافاجيو، الذي وجه بمعارضة رجال الدين حول واقعية شخصياته المقدسة.

صلب القديس بطرس، 1601. كنيسة سيراسي، سانتا ماريا ديل بوبولو، روما

تم عرض الشخصيات والموضوعات بطريقة مباشرة ودرامية، مع عدد قليل نسبيا من التلميحات المبهمة. اتسع نطاق اختيار الموضوعات إلى حد كبير، حيث سعى فنانون الباروك لإيجاد حلقات كتابية جديدة ولحظات مثيرة من حياة القديسين. وبمواصلة الحركة إلى القرن السابع عشر قلت الواقعية وانتقلت ببطء إلى إسبانيا وفرنسا، ولكن ظلت الدراما، التي تنتجها تصوير اللحظات القاسية، والحركة المثيرة واللون ومزج الإضاءة، وإذا المضيفين الضروري من هياج الملاك وتحوم السحب، وكلها تهدف إلى تطويق المصلي. وهدفت فنون العمارة والنحت لنفس الآثار. جسد برنيني (1598-1680) أسلوب الباروك في تلك الفنون. انتشر الفن الباروكي في جميع أنحاء أوروبا الكاثوليكية وفي البعثات الخارجية لآسيا والأمريكتين، التي روج لها اليسوعيون والفرنسيسكان، حيث تم تسليط الضوء على الرسم و / أو النحت من مدرسة كيتو ومدرسة كوزكو ومدرسة تشيلوتي للصور الدينية.
تم نشر أيقونات جديدة التي شاعت كثيرا في عصر الباروك مثل قلب يسوع الأقدس، والحبل بلادنس لمريم. يبدو أن الأيقونات قد تم إنشائها من قبلدييجو فيلازكويز، معلم ووالد زوجة الرسام والمنظر فرانسيسكو باتشيكو الذي تعاقدت معه محاكم التفتيش في إشبيلية لرسم الصور الجديدة. أصبح انتقال مريم موضوعًا شائعًا للغاية، وأصبحت وفاة العذراء منقرضة تقريبًا من الفن الكاثوليكي بعد أن كتب مولانوس وآخرون ضده.

## القرن الثامن عشر

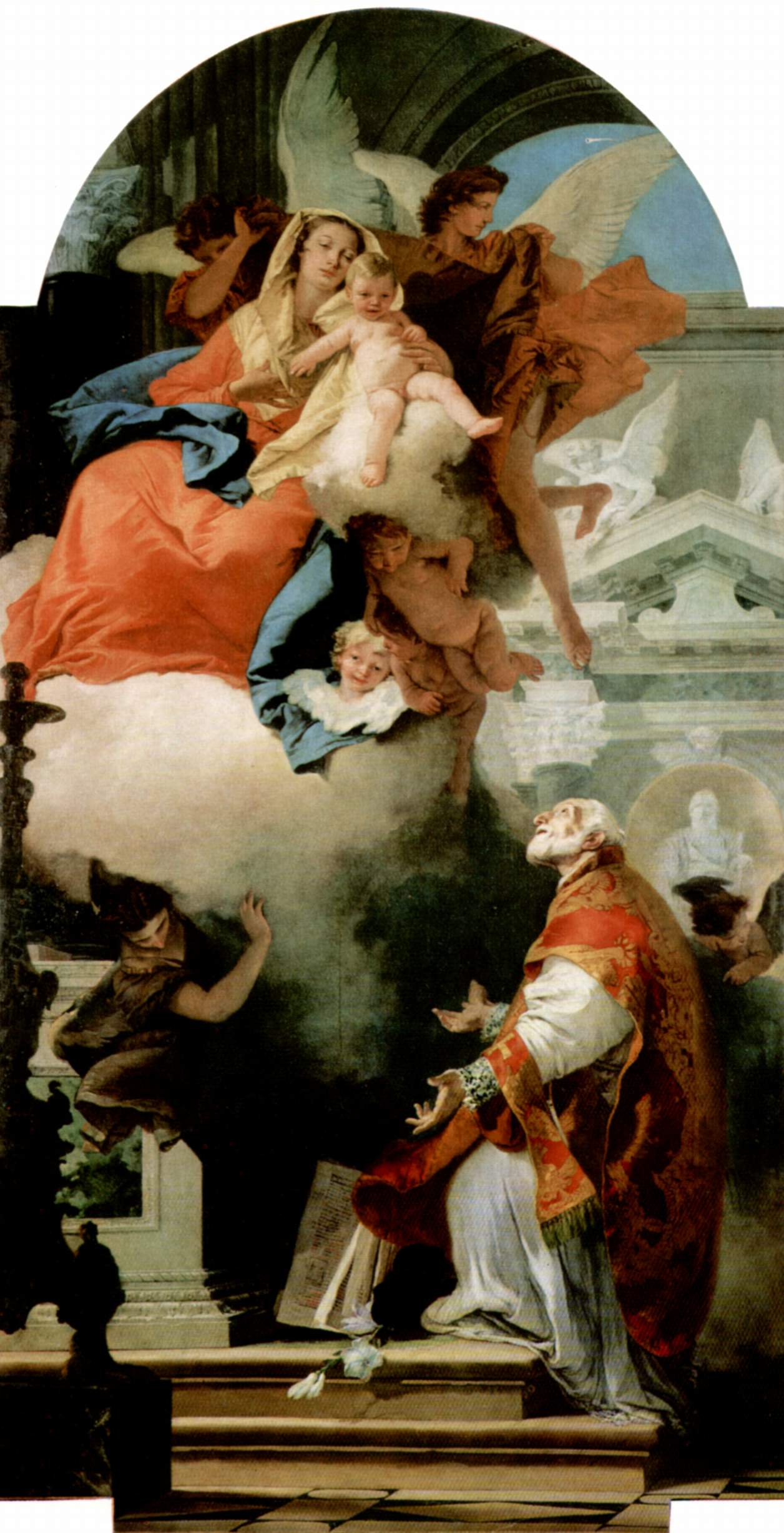
رسم لجيوفاني تيبولو، مادونا والطفل مع القديس فيليب نيري، 1739-1740

في القرن الثامن عشر، تطورت الفن الباروكي العلماني إلى نمط روكوكو الأكثر إشراقًا ولكن أخف وزناً، والذي كان من الصعب تكيفه مع الموضوعات الدينية، على الرغم من أن جيانباتيستا تيبولو كان قادرًا على ذلك. في الجزء الأخير من القرن ، كان هناك رد فعل، وخاصة في الهندسة المعمارية، ضد الباروك، والعودة إلى أشكال كلاسيكية أكثر صرامة والبلادوية.
عندها، كان معدل إنتاج الفن الديني يتباطأ بشكل ملحوظ. بعد سلسلة من البناء وإعادة البناء في عصر الباروك، كانت معظم الدول الكاثوليكية مكتظة بشكل واضح بالكنائس والأديرة والمعابد. في حالة بعض الأماكن مثل نابولي، تكاد تكون سخيفة. أصبحت الكنيسة الآن راع أقل أهمية للفنون من الملوك والأرستقراطيين. وكان طلب الطبقة الوسطى للفن، ومعظمهم من العلمانيين، يتزايد بسرعة. كان يمكن للفنانين الحصول على صور ناجعة للرسم الوظيفي، أو للمناظر الطبيعية، أو لحياة خاصة أو غيرها من التخصصات، دون أن ترسم أي موضوعًا دينيًا - وهو أمر غير معتاد حتى ذلك الوقت في البلدان الكاثوليكي ، على الرغم من كونه القاعدة في البروتستانتية منذ فترة طويلة. زاد عدد مبيعات اللوحات والأشغال المعدنية وغيرها من تجهيزات الكنائس لهواة جمع العملات خلال هذا القرن، خاصة في إيطاليا، حيث أدى سباق غراند تور إلى إنشاء شبكات من الوكلاء والعملاء. تم بيع ليوناردو دافنشي في لندن «عذراء السخور» (1781) للفنان والتاجر الإسكتلندي غافن هاملتون من قبل كنيسة ميلانو.
شهدت الحروب التي أعقبت الثورة الفرنسية كميات كبيرة من أرقى الأعمال الفنية، على وجه الخصوص اللوحات، التي تم اختيارها بعناية لتخصيصها من قبل الجيوش الفرنسية أو الأنظمة العلمانية التي أنشأتها. تم إرسال العديد منهم إلى باريس من أجل متحف اللوفر (بعضهم سيعاد في نهاية المطاف، والبعض الآخر لا) أو المتاحف المحلية التي أنشأها الفرنسيو ، مثل بريرا في ميلانو. تكثف إلى حد كبير قمع الأديرة، التي كانت مستمرة منذ عقود في ظل الطغاة الكاثوليك المستنيرين من النظام القديم، على سبيل المثال في مرسوم المؤسسات الخاملة (1780) لجوزيف الثاني ملك النمسا. بحلول عام 1830، تم عرض الكثير من أفضل الفنون الدينية الكاثوليكية في المتاحف، كما كان الحال منذ ذلك الحين. وسّع هذا بلا شك من الوصول إلى العديد من الأعمال، وعزز الوعي العام بتراث الفن الكاثوليكي، ولكن بتكلفة ، أصبحت الأشياء تُعتبر ذات أهمية فنية وليست دينية في المقام الأول، ونُظر إليها خارج سياقها الأصلي ولما كانت مصممة من أجله.

## القرنين التاسع عشر والعشرين

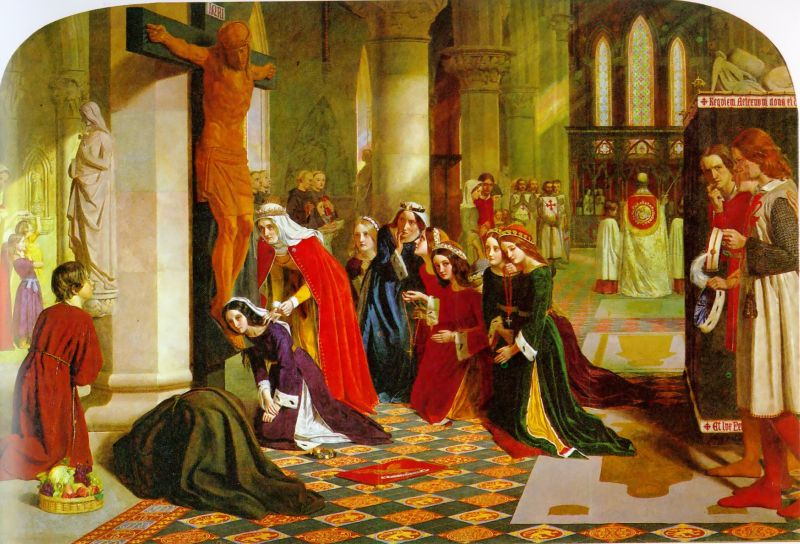
تنازل القديس إليزابيث المجري (1850) للفنان ما قبل رافائيل جيمس كولينسون الذي اعتنق الكاثوليكية.

شهد القرن التاسع عشر تنصلًا واسعًا من قِبل كل من الكنائس الكاثوليكية والبروتستانتية الكلاسيكية ، والتي ارتبطت بالثورة الفرنسية وعلمانية التنوير. أدى إلى النهضة القوطية، وهي عودة إلى الأشكال التي تأثرت بها القوطية في الهندسة المعمارية والنحت والرسم، بقيادة أشخاص مثل أوغسطس بوجين في إنجلترا وإوجين فيوليت لو دوك في فرنسا. في جميع أنحاء العالم، تم بناء الآلاف من الكنائس والكاتدرائيات القوطية في موجة جديدة من بناء الكنائس، وأصبح النمط القوطي الجماعي هو القاعدة للمؤسسات الكنسية الأخرى. تم ترميم الكنائس القوطية في العصور الوسطى، وخاصة في إنجلترا وفرنسا، وغالبًا ما كانت شديدة القسوة. في الرسم، أدت مواقف مماثلة إلى حركة الناصريين الألمانيين والما قبل الريفلانيين. احتضنت كلتا الحركتين أعضاء كاثوليك وبروتستانت، لكن تضمنت بعض الفنانين الذين اعتنقوا الكاثوليكية.
خارج هذه الحركات، كان اأنتاج اللوحات دينية أقل بكثير من أي وقت مضى منذ الإمبراطورية الرومانية، على الرغم من أن العديد من أنواع الفن التطبيقي للتجهيزات الكنيسة كان على الطراز القوطي. ازدهر الفن الكاثوليكي التجاري الشهير باستخدام تقنيات أرخص للإنتاج بكميات كبيرة. أتاحت الطباعة الحجرية الملونة إعادة إنتاج الصور الملونة بثمن بخس، مما أدى إلى تعميم أوسع نطاقًا للبطاقات المقدسة. استمر جزء كبير من هذا الفن في استخدام الإصدارات المخففة من أنماط الباروك. كان قلب مريم الطاهر موضوعًا جديدًا في القرن التاسع عشر، وخاصة ظهوورها في لورد وفاتيما ، وكذلك أصبح القديسين الجدد مواضيع جديدة للفن.
بدأ المهندسون المعماريون في إحياء الأنماط المسيحية السابقة، وكذلك القيام بالتجارب الجديدة ، مما أسفر عن نتائج مثل كنيسة القلب الأقدس في باريس، والعائلة المقدسة في برشلونة والكاتدرائية البيزنطية في لندن. أدى القرن العشرين إلى اعتماد الأساليب الحديثة في الهندسة المعمارية والفن. رفضت هذه الحركة الأشكال التقليدية لصالح الأشكال النفعية مع حد أدنى من الزخرفة. فن يتجنب الطبيعة والصفات الإنسانية لصالح الأشكال المنمنمة والمجردة. من أمثلة الحداثة كاتدرائية ليفربول للمسيح في ليفربول وكاتدرائية لوس أنجلوس.
من الفنانين الكاثوليك الحديثين براين ويلان وإيفرين أوردونيز وأدي بيثون وإيموجين ستيوارت وجورج روولت.

## القرن الواحد والعشرون
استمر اعتماد الأساليب الحديثة في وقت مبكر من فجر القرن 21 مع اتجاهات القرن العشرين. بدأ الفنانون في تجربة المواد والألوان. في العديد من الحالات، ساهم ذلك في التبسيط الذي أدى إلى التشابه مع الفن المسيحي المبكر. كان ينظر إلى البساطة على أنها أفضل طريقة لإيصال رسالة مسيحية خالصة إلى الناس.

## السمات

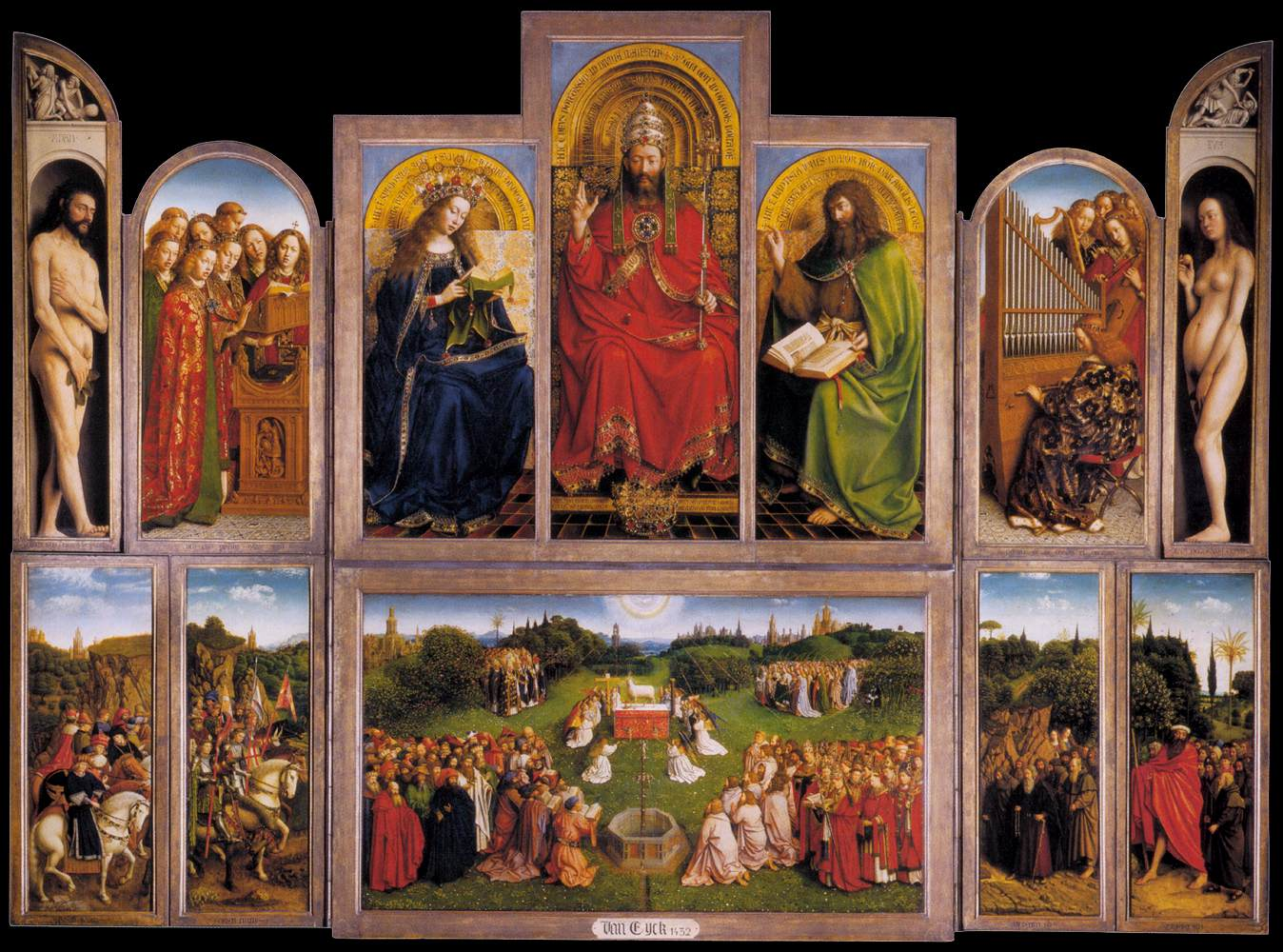
العشق من الحمل (المنظر الداخلي) رسمت 1432 بواسطة جان فان إيك

| |  |  |
| لوحتين لويلتون ديبتيس (1395–1399) على الخشب مقاييس كل قسم 57 سـم × 29.2 سـم (22.44 بوصة × 11.50 بوصة). المتحف الوطني, لندن. |  |  |

 من السمات الشائعة للفن الكاثوليكي:
حياة يسوع:
- عيد البشارة
- ميلاد يسوع في الفن
- العشق من المجوس
- العشق من الرعاة
- معمودية يسوع
- العشاء الأخير
- القبض على يسوع
- رفع الصليب
- الصلب
- نزول من الصليب
- لا تلمسيني
- صعود يسوع
- المسيح في الجلالة

مريم:
- ماريان الرومانية الكاثوليكية الفن
- حياة العذراء
- المسيح يأخذ إجازة من والدته
- موت العذراء
- تولي السيدة العذراء في الفن
- تتويج العذراء
- العائلة المقدسة
- مادونا (الفن)
- مادونا والطفل
- في الحديقة المغلقة
- القرابة المقدسة

آخرون:
- الثالوث في الفن
- الملائكة في الفن
- صورة المبشر
- الجلالة
- محطات الصليب
- شجرة جيسي